# タラバガニ上科
タラバガニ上科（タラバガニじょうか、Lithodoidea）は、異尾下目に属する甲殻類の一分類群。
タラバガニ科（Lithodidae）とイボトゲガニ科（Hapalogastridae）からなる。

## 分類
- 十脚目
  - エビ亜目
    - ヤドカリ下目
      - タラバガニ上科　Lithodoidea　※省略する場合もある
        - タラバガニ科　Lithodidae
          - メンコガニ属　Cryptolithodes
          - Glyptolithodes属　Glyptolithodes
          - イバラガニ属　Lithodes
          - フサイバラガニ属　Lopholithodes
          - ニホンイバラガニ属　Neolithodes
          - タラバガニ属　Paralithodes
          - エゾイバラガニ属　Paralomis　（シノニム　Leptolithodes）
          - Phyllolithodes属　Phyllolithodes
          - Rhinolithodes属　Rhinolithodes
          - エリタラバガニ属　Sculptolithodes

        - イボトゲガニ科　Hapalogastridae　（旧ショウジョウガニ亜科）

## 歴史
かつては、「タラバガニ科」の下に「タラバガニ亜科」（Lithodinae）と「ショウジョウガニ亜科」（Hapalogastrinae）が置かれていた。現在は、それぞれ独立の科となり、その上位に「タラバガニ上科」（Lithodoidea）おいて分類している。